# 濮議
濮議（ぼくぎ）は、北宋皇室の傍流出身である英宗の即位後、その実父の濮安懿王趙允譲（「安懿」は諡号）の祭祀上の待遇に関する議論。

## 概要
北宋の第4代皇帝仁宗は男子にことごとく早世されたため、従兄である濮王趙允譲の子の趙宗実（趙曙、後の英宗）を養子に迎えた。嘉祐8年（1063年）に仁宗は崩御し、その皇太子となっていた趙曙が第5代皇帝として即位した。実父である濮王はその4年前に没し、既に安懿王の諡号が贈られていたが、その祭祀をいかにすべきかが問題として浮上した。時の宰相である韓琦はこの問題を有司の議論に諮ったが、その議論が紛糾した。これが濮議である。
政府中枢の韓琦・欧陽脩・曾公亮は、礼の基本は本を尊ぶことで、子が尊ければその父もそれを理由として尊いとされるので、濮安懿王を先代皇帝を意味する“皇考”として扱うべきとした。これに対して司馬光・范純仁・呂大防らは、英宗は仁宗の養子となったことで生父母との関係は切れているので、仁宗の従兄弟（世代的には兄弟）に相当する濮安懿王は皇帝の伯父すなわち“皇伯”として扱えば十分であるとし、これを御史台や諌官などのいわゆる「言職」の人々が強く支持した。こうしたことから、宰相ら政治の実務を行う執政系と、実務に関与せずこれをチェックする言職系の対立へと発展した。言職は執政を弾劾し、執政は言職を左遷するなど、事態は深刻化し、仁宗の母代わりであった皇太后曹氏の意向で濮安懿王を“皇親”として遇することで事態の収拾が図られたが、英宗は在位4年で崩御し、言職側を排除した執政側の人々も辞職を余儀なくされたため、濮議は収束した。
宋代の士大夫は議論を好み、批判精神が盛んであったが、それが同時に自身の存在感を社会に示す機会として用いられた。濮議における執政と言職の対立は、時の政権の施策を攻撃して政争を引き起こすことで、世論の中で名声を得ていく構図を生み出していき、濮議の当事者の多くが関与することになる新法・旧法の争いにおいて、その最高潮を迎えることになった。